# Света Параскева (Балевец)
Вижте пояснителната страница за други значения на Света Параскева.
„Света Параскева“ (на гръцки: Ιερός Ναός Αγίας Παρασκευής) е възрожденска църква в лъгадинското село Балевец (Колхико), Гърция, част от Лъгадинската, Литийска и Рендинска епархия.
Църквата е гробищен храм, разположен в североизточната част на Балевец. Според надписа на стенопис на външната фасада над южния вход, храмът е изграден в 1834 година вероятно на основите на по-стара църква.
В архитектурно отношение представлява трикорабна базилика с дървен покрив, полукръгла апсида на изток и по-късен отворен трем.
Във вътрешността има стенописи, като е любопитно изображението на ктитора Трендафилос Хадзидимитриу на южната стена, облечен в традиционни за епохата дрехи. Резбованият иконостас с флорална декорация, иконите на него и иконите, които са реставрирани са дело на Кулакийската художествена школа и носят подписи от началото на ΧΙΧ век. След изграждането на новия енорийски храм „Света Параскева“ в 1982 година, на 100 m югозападно от стария, всички преносими икони от старата църква са пренесени в новата – 80 преносими икони от 1828, 1834, 1868, 1883 година и 1 дървена дарохранителница.
Земетресение в 1978 година причинавя много щети на храма и след това на църквата са правени множество произволни интервенции, които значително променят оригиналната ѝ форма.
Отдясно на църквата има извор.
В 1993 година църквата е обявена за паметник на културата.